# Arthur Henry Mann
Arthur Henry Mann (* 16. Mai 1850 in Norwich; † 19. November 1929 in Cambridge) war ein britischer Organist und Komponist von Kirchenliedern.

## Leben
Mann war während seiner Zeit als Chormitglied und Assistenzorganist an der Kathedrale von Norwich Schüler von Zechariah Buck. In den Jahren 1870/1871 war er Organist an der St. Peter’s Collegiate Church (Wolverhampton), danach bis 1875 an der St. Michael’s Church (Tettenhall). Mann absolvierte am New College, Oxford und erlangte 1874 den Bachelor of Music (MusB) und 1882 den Doctor of Music (MusD). Von 1876 bis 1929 war er Organist und Musikdirektor des Choir of King’s College (Cambridge). Daneben war er ab 1897 außerdem Organist der University of Cambridge und von 1895 bis 1922 Musikprofessor und Organist an der „The Leys School (Cambridge)“.

## Werk
Zu seinen bekannten Kirchenliedern gehört Angel’s Story, dessen vierstimmiger Satz er ursprünglich für das Lied I love to hear the story komponierte. Es wird aber auch mit dem Titel O Jesus, I have promised gesungen. Nachdem Mann das Organistenamt an verschiedenen Orten bekleidet hatte, war er von 1876 bis 1929 Musikdirektor des Choir of King’s College (Cambridge). Dort begründete er im Jahr 1918 die weltberühmte Tradition des A Festival of Nine Lessons and Carols. 1888 veröffentlichte Mann seine eigene Version von Spem in alium, einer Renaissance-Motette in vierzig Teilen von Thomas Tallis (um 1570). Seine Ausgabe war zwar fehlerhaft, aber dennoch die Erstausgabe dieses berühmten Werkes.